# Operatie Forfear Dog
Operatie Forfear Dog was de codenaam voor een Britse commando-aanval op de Franse kust.

## Geschiedenis
Forfear Dog werd uitgevoerd op 5 juli 1943 op de Franse kust nabij Biville, gelegen in het noordoosten van de Cotentin. Tijdens de operatie werd met het oog op een geallieerde landing aldaar, informatie verzameld over de concentratie en sterkte van de Duitse troepen in het gebied. Naast het vergaren van informatie werden enkele Duitse bezittingen opgeblazen.